# Vrisak
Vrisak (eng. Scream), američki je horor film iz 1996. godine redatelja Wesa Cravena. Glavne uloge u filmu imali su Neve Campbell, Courteney Cox, David Arquette, Matthew Lillard i Rose McGowan, a zapaženu epizodnu ulogu ostvarila je Drew Barrymore. Film je premijerno prikazan 20. prosinca 1996. godine, a zaslužan je što je revitalizirao podžanr slasher filmova. Original je polučio veliki uspjeh na box-officu, što je rezultiralo snimanjem više nastavka.

## Radnja
Na početku filma, u uvodnoj temi zazvoni telefon. Mlada djevojka Casey javi se kad joj glas kaže da je pogriješio broj. Casey peče kokice i sprema se gledati film strave. Telefon ponovno zazvoni i javi se taj isti glas koji želi malo pričati s Casey. To kasnije prelazi u prijetnje smrću. Casey upali svjetla na balkonu kad ugleda svog dečka Stevea zavezanog za stolicu. Ubojica je pita pitanja o horor filmovima, no Casey pogriješi jedno pitanje i ubojica ubije Stevea, baci stolicu na prozor, a Casey pobjegne. Netko joj zazvoni na vrata, a kokice joj
zagore. Casey uzme nož i bježi kada vidi ubojicu kako prolazi. Pobjegne na balkon kada se na nju baci ubojica i probode je u trenutku kada njezini roditelji dolaze doma. Na kraju Caseyini roditelji vide Casey obješenu o ljuljačku.
Mlada djevojka po imenu Sydney tipka na računalu kada joj se pojavi njezin dečko Billy. Sljedeće jutro cijela škola u Woodsborrou vrvi od policije i novinara. Sydney saznaje od svoje najbolje prijateljice Tatum da su Casey i Steve ubijeni. Policija pozove Sydney u ravnateljev ured. Navečer ubojica zove Sydney i pokuša je ubiti no ne uspije. Sydney nađe kod Billyja telefon i pretpostavi da je on ubojica. Billy je uhićen. U policijsku stanicu dolazi novinarka Gale, a Sydney ju opali šakom. Kasnije netko pokuca na vrata ravnatelja Himbryja. On otvori i vidi da nema nikoga. Kada se vrati, ubojica stoji iza vrata koji ga nasmrt probode i on umire. Policija objavi da je od 21 sat policijski sat.
Stuart organizira slavlje u svojoj kući. Cijelo društvo gleda horore kada Tatum ode po pivo u garažu. Tamo se nađe ubojica. Ona misli da se netko zafrkava, no ubojica je pokušava ubiti. Ne uspije, no kada se Tatum hoće provući kroz malu rupu u vratima garaže, ubojica pritisne dugme pomoću kojeg se otvaraju vrata i Tatum umire sploštena s garažnim vratima. Na tulum dolazi i Gale koja postavlja kameru u kuću. Kasnije Galein kamerman otkriva da kamera kasni 30 sekundi. Tada mu ubojica prereže vrat. Gale i Dewey, policajac i Tatumin brat otkrivaju auto Sydneyinog oca. Ubojica progoni Sydney. Ona se zaključa u policijsko auto, a kasnije saznaje da je Billy lažirao svoju smrt te da su on i Stuart ubojice. Oni rane Deweyja, Gale i Randyja dok su Sydneynog oca zarobili. No na kraju Sydney ubije Stuarta televizijom, a Billyja pištoljem.

## Uloge
- Neve Campbell kao Sydney Prescott
- Courteney Cox kao Gale Weathers
- David Arquette kao Dwight 'Dewey' Riley
- Skeet Ulrich kao Billy Loomis
- Matthew Lillard kao Stuart 'Stu' Macher
- Rose McGowan kao Tatum Riley
- Jamie Kennedy kao Randy Meeks
- Drew Barrymore kao Casey Baker
- Henry Winkler kao ravnatelj Himbry
- Joseph Whipp kao Šerif Burke
- W.Earl Brown kao Kenny
- Lawrence Hecht kao Neil Prescott
- Kevin Patrick Walls kao Steve
- Liev Schrebier kao Cotton Weary

## Zanimljivosti
- Courteney Cox i David Arquette upoznali su se na snimanju Vriska i 1999. godine vjenčali. Oni u Vrisku glume par, te na kraju Vriska 3 objavljuju Sydney kako će se vjenčati.
- Vrisak ima najmanje žrtava ubojice, no kako ima više nastavaka u svakom nastavku ima više žrtava. Tako je u Vrisku ubojica ubio 5 ljudi, u Vrisku 2 8, u Vrisku 3 9, a u Vrisku 4 10.

## Smrti

### Prije početka filma
- Maureen Prescott - ubijena 1995. Mučena i silovana. Ubio ju je Billy Loomis.

### Ubojičine žrtve na filmu
- Steven Orth - ubijen 1996. Proboden u trbuh i izmrcvaren dok je bio zavezan za stolicu.
- Casey Baker - ubijena 1996. Probodena u prsa i kasnije obješena za stablo.
- Ravnatelj Himbry - ubijen 1996. Proboden četiri puta u trbuh u svom uredu.
- Tatum Riley - ubijena 1996. Sploštena joj glava s garažnim vratima.
- Kenny - ubijen 1996. Ubojica mu je prerezao vrat u kombiju.

### Ostale smrti
- Stuart 'Stu' Macher - ubijen 1996. Sydney je bacila televizor na njegovu glavu.
- Billy Loomis - ubijen 1996. Sydney ga je upucala u čelo.

## Vanjske poveznice
- Vrisak u internetskoj bazi filmova IMDb-a